# Furdjel Narsingh
Furdjel Narsingh (Amsterdam, 13 marzo 1988) è un ex calciatore olandese, di ruolo attaccante.

## Carriera
Ha giocato in Eredivisie con Volendam e PEC Zwolle.

## Palmarès

### Club

#### Competizioni nazionali
- Eerste Divisie: 1

Zwolle: 2011-2012
- Coppa dei Paesi Bassi: 1

Zwolle: 2013-2014
- Supercoppa d'Armenia: 1

Ararat-Armenia: 2019
- Campionato armeno: 1

Ararat-Armenia: 2019-2020